# 西太刀洗駅
西太刀洗駅（にしたちあらいえき）は、福岡県三井郡大刀洗町大字山隈に所在する甘木鉄道甘木線の駅。駅舎は大刀洗町に所在するが、ホームの大部分は小郡市に跨っている。
町名は「大」刀洗であり、駅名の「太」刀洗と表記が異なる。筑前町に所在する太刀洗駅も同様である。

## 歴史
- 1939年（昭和14年）4月28日：国鉄甘木線の基山駅 - 甘木駅間の開通に伴い開業[1]。
- 1960年（昭和35年）4月25日：鉄道弘済会が駅業務を受託する業務委託駅となる[2][注釈 1]。
- 1972年（昭和47年）2月10日：荷物扱い廃止[3]。無人駅となる[4]。
- 1986年（昭和61年）4月1日：甘木鉄道に転換[5]。

## 駅構造

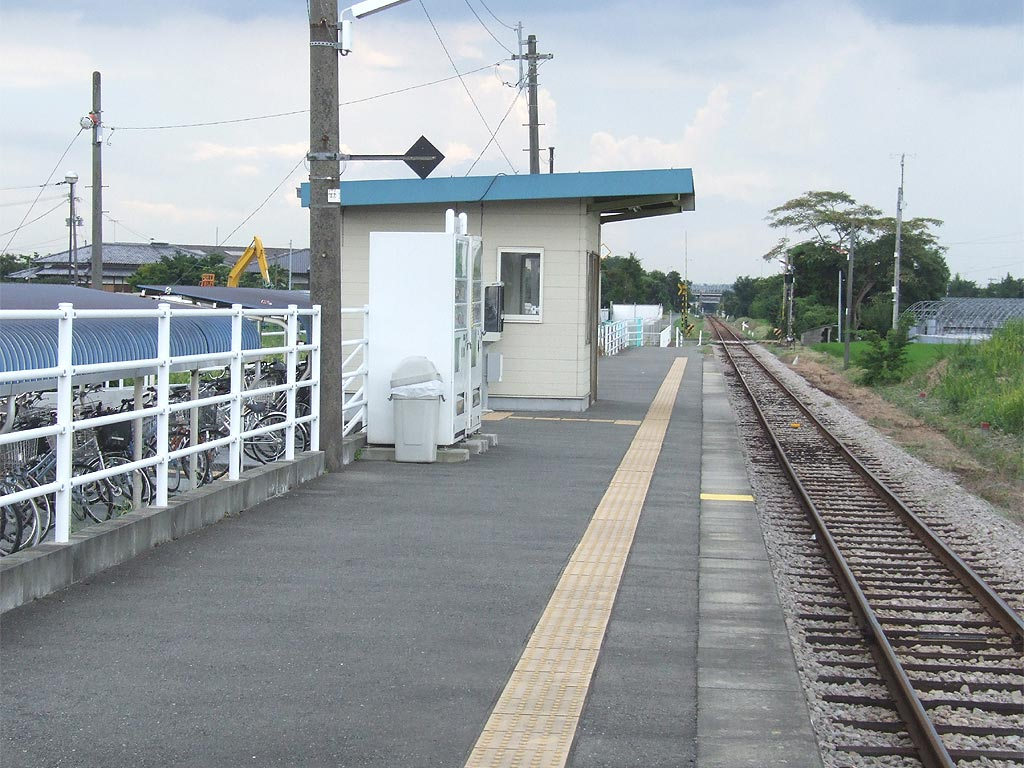
ホーム（2008年7月）

単式ホーム1面1線を有する地上駅。トイレはホーム山隈側末端に設置されている。公衆電話設置。

## 利用状況
2008年度の1日平均乗車人員は219人である。
2015年度の1日平均乗車人員は171人である。
| 乗車人員推移 | 乗車人員推移 |
| 年度         | 1日平均人数  |
| ------------ | ------------ |
| 2008年       | 219          |
| 2009年       |              |
| 2010年       |              |
| 2011年       | 206          |
| 2012年       | 191          |
| 2013年       | 160          |
| 2014年       | 183          |
| 2015年       | 171          |
| 2016年       | 192          |
| 2017年       | 192          |
| 2018年       | 183          |

## 駅周辺
当駅から山隈方を福岡県道・佐賀県道132号本郷基山停車場線が横切る。
- 城山公園
- 花立山
- 太刀洗公園
- 菊池簡易郵便局
- 大分自動車道
- 国道500号

## その他
- 線内の今隈駅、西太刀洗駅、山隈駅はいずれも「山隈」地区に存在するが、3駅とも所属自治体が異なる[注釈 2]。

## 隣の駅
甘木鉄道
■甘木線
今隈駅 - 西太刀洗駅 - 山隈駅